# Рудольф Гюбнер
Рудольф Еріх Едгар Гюбнер (нім. Rudolf Erich Edgar Hübner; 29 квітня 1897 — 28 лютого 1965) — німецький воєначальник, доктор медицини, генерал-лейтенант вермахту. Кавалер Лицарського хреста Залізного хреста.

## Біографія
25 липня 1916 року вступив добровольцем в Прусську армію. Учасник Першої світової війни. 28 листопада 1918 року демобілізований. Здобув медичну освіту і працював практикуючим стоматологом. В 1934 році вступив в рейхсвер. З 26 серпня 1939 року — командир роти 167-го піхотного полку 86-ї піхотної дивізії, з січня 1940 по весну 1941 року — 2-го батальйону 529-го піхотного полку, з 9 квітня 1942 по 1 липня 1943 року — 529-го піхотного (з жовтня — гренадерського) полку 299-ї піхотної дивізії. У вересні 1943 року призначений в Кадрове управління сухопутних військ, навесні 1944 року — в Націонал-соціалістичний керівний штаб ОКВ. З 1 серпня 1944 року — керівник Націонал-соціалістичного керівного штабу ОКГ. З 1 лютого 1945 року — командир 303-ї піхотної дивізії.
10 березня очолив щойно створений суд для розслідування здачі моста Людендорфа в Ремагені. 14 березня 5 офіцерів (майори Ганс Шеллер, Август Крафт і Герберт Штробель, гауптман Віллі Оскар Братге і оберлейтенант Карл-Гайнц Петерс) були засуджені до страти. Того ж дня 4 офіцерів були розстріляні; гауптман Братге був засуджений заочно, оскільки на той момент був взятий в полон американськими військами.
28 квітня 1945 року Альберт Кессельрінг призначив Гюбнера бойовим комендантом Мюнхена. 30 квітня взятий в полон американськими військами, згодом був переданий британцям. В квітні 1948 року звільнений. На судовому процесі в Кобленці смертні вироки, ухвалені Гюбнером, були визнані незаконними і скасовані, а він сам засуджений до чотирьох років ув'язнення.

## Звання
- Доброволець (25 липня 1916)
- Лейтенант резерву (27 вересня 1918)
- Гауптман служби комплектування (1 червня 1935)
- Гауптман (15 липня 1936)
- Майор (1 березня 1940)
- Оберстлейтенант (1 квітня 1942)
- Оберст (1 грудня 1942)
- Генерал-майор (1 січня 1945)
- Генерал-лейтенант (1 березня 1945)

## Нагороди
- Почесний хрест ветерана війни з мечами
- Медаль «За вислугу років у Вермахті» 4-го класу (4 роки)
- Залізний хрест 2-го і 1-го класу (15 червня 1940) — отримав 2 нагороди одночасно.
- Німецький хрест в золоті (21 квітня 1943)
- Лицарський хрест Залізного хреста (9 березня 1945)